# Оса (стрип)
Оса (енгл. Wasp) је измишљени лик, супер јунак који се појављује у стриповима у издању Марвела. Осмислили су је Стен Ли и Џек Кирби. Први пут се појавила у стрипу Зачуђујуће приче бр. 44 у јуну 1963. године. Право име Осе је Џенет „Џен” ван Дајн.

## Биографија лика
Џенет ван Дајн је кћерка свјетски познатог научника Вернон ван Дајна. Када су ванземаљци убили њеног оца током једног његовог експеримента, она је контактирала са њеним колегом др Хенк Пимом. Џенет је рекла њему да жели да доведе убицу њеног оца правди и да хоће да посвети свој живот борби против криминалаца. Пим је њој открио свој тајни идентитет Човјека-мрава, а Џен је постала његов партнер у борби против криминалаца послије добијања надљудских моћи.
Оса је једна од првих чланова тима суперхероја Осветника.

## Изглед
Џенет је висока 165 центиметара (1,65 метара), а тешка педесет килограма. Очи су јој плаве, а коса joj је кестењасте боје.

## Надљудске моћи
Џенет се може смањити у величину инсекта, због чега и носе име Оса.